# ブレム＝シュル＝メール
ブレム＝シュル＝メール（Brem-sur-Mer）はフランス西部、ペイ・ド・ラ・ロワール地域圏、ヴァンデ県のコミューン。

## 姉妹都市
- マンメンドルフ